# The Interlace

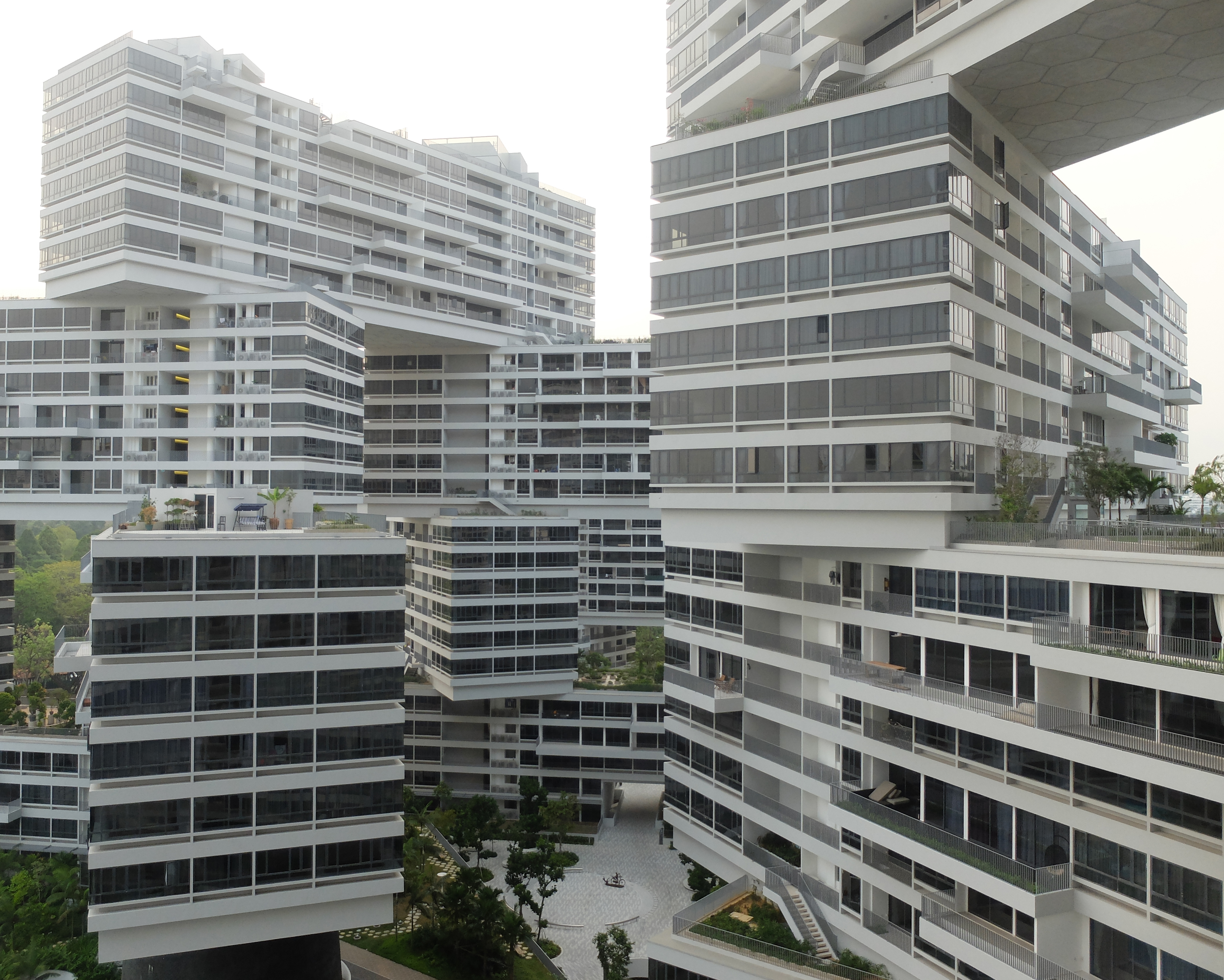
Blick auf einen der Innenhöfe

The Interlace ist ein 1040 Wohneinheiten umfassender Gebäudekomplex in Singapur.
Entworfen von OMA und Ole Scheeren, wurde es durch das World Architecture Festival als eines der Gebäude des Jahres gekürt. Im Jahr 2014 wurde The Interlace von CTBUH ausgezeichnet.
Die Liegenschaft ist seit 2009 von der Regierung in Singapur für 99 Jahre gemietet.

## Architektur und Ausstattung
The Interlace besteht aus Wohnblöcken (mit jeweils sechs Stockwerken), die als Hexagon angeordnet sind und acht Innenhöfe umfassen. Die Wohnblöcke sind bis zu dreimal (vier Ebenen) aufeinander gestapelt, sodass der Gebäudekomplex 24 Stockwerke aufweist.
Der 170.000 Quadratmeter große Interlace-Komplex befindet sich auf 8 Hektar Land an der Ecke Depot Road und Alexandra Road. Es verfügt über 31 Wohnblöcke mit insgesamt 1040 Wohneinheiten von 74 m² bis zu 585 m² Größe.
Ausgestattet ist der Komplex mit Swimmingpools, einem Fitnessstudio, Tennisplätzen, einem Basketballplatz, Kinderspielplätzen, Karaoke-Räumen, Billardtischen und 1183 Parkplätzen.